# Henstedter Moor
Das Henstedter Moor ist ein Naturschutzgebiet in den schleswig-holsteinischen Gemeinden Henstedt-Ulzburg und Tangstedt und der Stadt Norderstedt im Kreis Segeberg.
Das Naturschutzgebiet wurde im Januar 2017 ausgewiesen (Datum der Verordnung: 24. Januar 2017). Die Naturschutzverordnung trat im März 2017 in Kraft. Im Norden grenzt es an das Naturschutzgebiet „Oberalsterniederung“, mit dem es ein Biotopverbund bildet. Das knapp 82 Hektar große, 1966 ausgewiesene Landschaftsschutzgebiet „Lütt-Wittmoor“ ist größtenteils in dem Naturschutzgebiet aufgegangen. Zuständige untere Naturschutzbehörde ist der Kreis Segeberg.
Das Naturschutzgebiet liegt östlich des Ortsteils Rhen der Gemeinde Henstedt-Ulzburg. Es stellt das Henstedter Moor als Teil eines ehemaligen Hochmoor- und Heidegebiets, daran angrenzende, teilweise durch Knicks gegliederte Grünland- und Ackerflächen sowie Wälder unter Schutz. Das Hochmoor ist nur noch in Resten erhalten. Teilweise sind Flächen wiedervernässt, eine weitere Vernässung von Flächen ist vorgesehen. Die Wälder im Schutzgebiet stellen sich als naturnahe Laubwälder sowie in den Moorrandbereichen als Birkenbruch- und Feuchtwälder dar.
Das Naturschutzgebiet ist Lebensraum einer artenreichen und teilweise bedrohten Flora und Fauna. Die Stillgewässer und ihre Umgebung sind Lebensraum für Amphibien, darunter Moorfrosch und Knoblauchkröte, Reptilien wie Ringelnatter, Kreuzotter und Zauneidechse sowie Libellen, z. B. die Torfmosaikjungfer. Nasswiesen und Grünland haben eine große Bedeutung für verschiedene Wiesenvögel wie Kiebitz, Doppelschnepfe, Wachtelkönig und Großer Brachvogel, aber auch andere Vogelarten, darunter Kranich, Schleiereule, Wachtel, Braunkehlchen und Neuntöter. Weiterhin sind Großer Heufalter und Argusbläuling im Gebiet heimisch. Die Waldbereiche sind Lebensraum von Fledermäusen. Die Moor- und Heideflächen beherbergen verschiedene Torfmoose, Wollgräser, Rundblättriger Sonnentau, Moosbeere, Glocken-, Rosmarin- und Besenheide. In der Heide siedelt auf großen Flächen Pfeifengras. Hier sind zur Förderung der Heide Pflegemaßnahmen wie Mahd, Beweidung oder Plaggen erforderlich.
Zur Pflege und Aufwertung der Moorflächen im Naturschutzgebiet wurden im Vorfeld der Unterschutzstellung Entkusselungsmaßnahmen durchgeführt und dabei insbesondere Kiefern und Birken entfernt, die dem Moorkörper viel Wasser entziehen. Eine weitere naturschutzgerechte Entwicklung der Moor- und Heidegebiete ist vorgesehen. Die Grünlandbereiche werden zur Pflege und Offenhaltung extensiv in Form von Beweidung oder Mahd genutzt.
Das Gebiet dient auch der Naherholung. Durch das Naturschutzgebiet verlaufen mehrere Wege. Am Rand des Rhen liegen in unmittelbarer Nähe des Naturschutzgebietes mehrere Altdeponien, die jedoch von Wiedervernässungsmaßnahmen nicht betroffen wären.